# Bromus aristatus
Bromus aristatus är en gräsart som först beskrevs av Karl Heinrich Koch, och fick sitt nu gällande namn av Ernst Gottlieb von Steudel. Bromus aristatus ingår i släktet lostor, och familjen gräs. Inga underarter finns listade i Catalogue of Life.